# Château de Valmy
Pour les articles homonymes, voir Valmy.
Le château de Valmy, est un château de style Art nouveau, typique de la Belle Époque, bâti sur les hauteurs d'Argelès, dans les Pyrénées-Orientales. C'est une œuvre de l'architecte danois Viggo Dorph-Petersen.

## Description

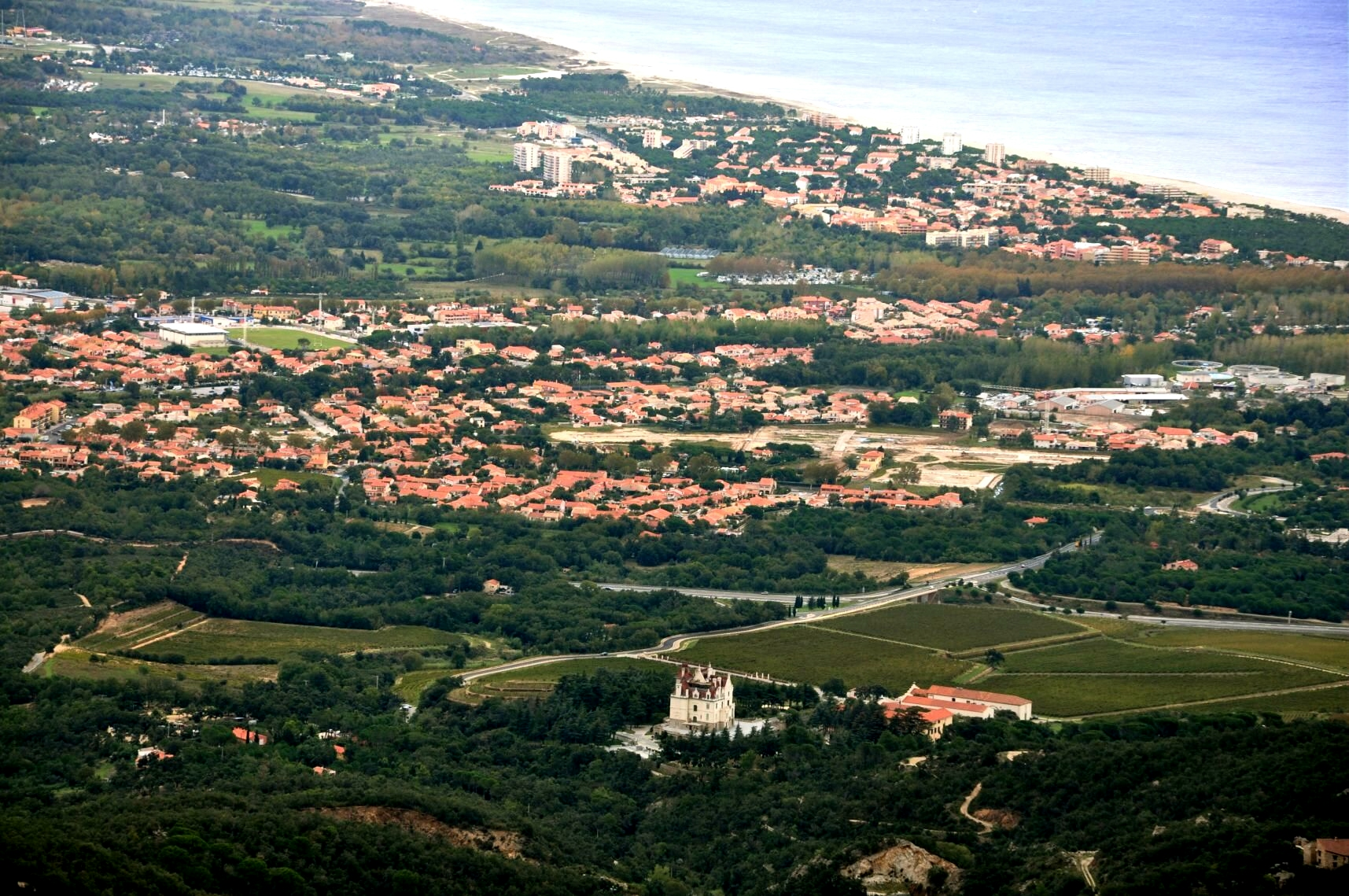
Argelés-sur-Mer avec Château de Valmy, vue de la Tour de la Massane

La construction se fit à partir de 1888 et dura 12 ans, jusqu'en 1900, et son inauguration en 1904.
C'est une grande demeure bourgeoise Art nouveau aux dimensions extravagantes, dont les clochetons travaillés, les tourelles élancées, les fenêtres longues et asymétriques, les bow-windows et les médaillons floraux en céramique forment de curieux, mais harmonieux, mélanges de styles.
Ce château est l'un des premiers bâtiments privés construits à partir d'une charpente en béton armé.

## Histoire du Château de Valmy

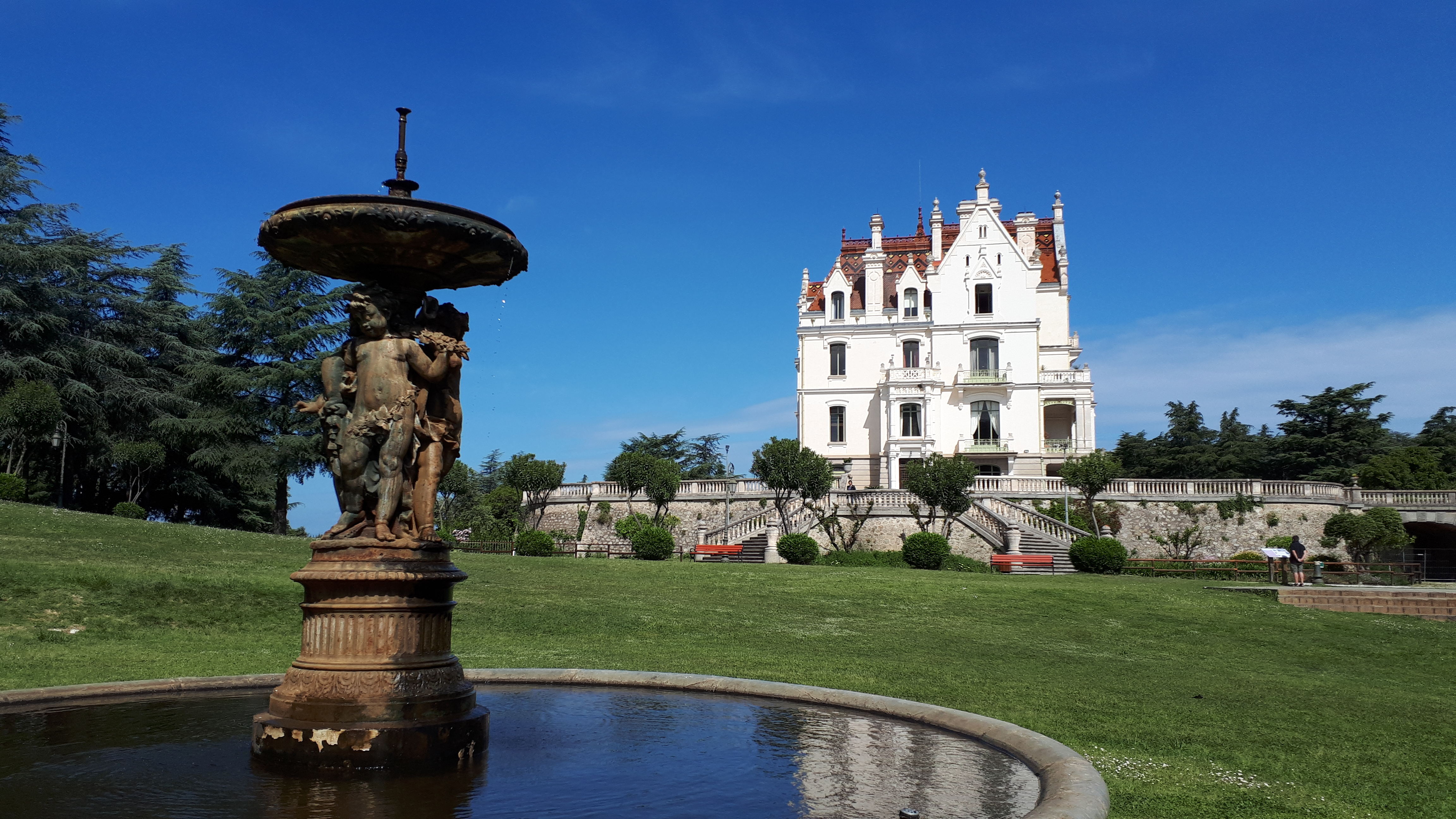
Château de Valmy

Pierre Bardou, richissime industriel perpignanais qui a développé la marque des papiers à cigarette JOB créée par son père, Jean Bardou, commande à l'architecte Viggo Dorph-Petersen un château pour chacun de ses trois enfants. Pour son fils Justin, le château d'Aubiry, à Céret. Pour l'une de ses filles, Camille (décédée en 1934) mariée à Charles Ducup de Saint-Paul (1841-1909), le château Ducup de Saint-Paul (légué en 1934 à l'Église catholique) aux abords de Perpignan. Enfin, pour Jeanne, le château de Valmy à Argelès-sur-Mer. 
En 1888, Jeanne Bardou épouse Jules Pams, grande figure politique de la IIIe République : avocat, président du conseil général des Pyrénées-Orientales, député, sénateur, ministre de l'Agriculture puis ministre de l'Intérieur, dans le cabinet de Georges Clemenceau (1917-1920). Il fut l'adversaire malheureux de Raymond Poincaré à la présidence de la République en 1913.
En 1930, à la mort de Jules Pams, sa seconde épouse, Mme Holtzer, héritière de la fortune des Pams et d'une partie de celle des Bardou, vendit le château de Valmy à Victor Peix, distillateur à Millas. Ce dernier étendit le domaine viticole et créa les marques Valmy et Valmya. Ces crus de qualité, acquirent vite un grand renom. Ses descendants sont toujours aujourd'hui les propriétaires du château. Ces derniers ont relancé l'activité viticole sur le domaine de 24 hectares dans les années 1990. Offrant une véritable offre œnotouristique, il y a cinq chambres d'hôtes au château et un restaurant ouvrant sur un panorama unique allant des Albères à la méditerranée.

## Culture
C'est sur les terres de ce château que se déroule chaque année, au mois de juillet, "Les Déferlantes", évènement regroupant différents styles de musiques.